# Pier Filippo Pandolfini
Pier Filippo Pandolfini (Firenze, 1º giugno 1437 – 5 settembre 1497) fu un politico fiorentino del XV secolo..

Stemma Pandolfini

Legato al partito dei Medici, era uomo fidato di Lorenzo il Magnifico che lo utilizzava come suo sostituto durante le riunioni degli organi politici fiorentini alle quali non poteva assistere. Nel marzo del 1492, il Magnifico scelse Pandolfini quale consigliere di suo figlio, Giovanni de' Medici, insieme a Francesco Valori.